# Obidoxime
L'obidoxime est une oxime utilisée dans le traitement des empoisonnements par des agents innervants comme le sarin ou par des pesticides comme le parathion-éthyle. Les oximes agissent en rompant la liaison des composés organophosphorés au site actif de l'acétylcholinestérase, enzyme impliquée notamment dans le contrôle de la contraction musculaire. Les oximes comme l'obidoxime, la pralidoxime et l'asoxime permettent de restaurer la fonctionnalité de l'enzyme grâce à leur plus grande affinité pour le phosphate organique que l'enzyme, de sorte qu'elles retirent ce phosphate du site actif et forment un complexe oxime-phosphate éliminé par voie urinaire.
Les oximes de ce type présentent des effets secondaires non négligeables, tels que des lésions hépatiques, des lésions rénales, ou encore des nausées. Le traitement des empoisonnements aux organophosphorés commence généralement par l'administration d'atropine, susceptible de ralentir les effets du poison.
L'obidoxime est généralement administrée sous forme de dichlorure. Par exemple, les soldats de l'OTAN peuvent disposer d'auto-injecteurs contenant 2 mg d'atropine et 220 mg de chlorure d'obidoxime, et d'auto-injecteurs ne contenant que 2 mg d'atropine.